# Milan Michálek
Milan Michálek (* 7. Dezember 1984 in Jindřichův Hradec, Tschechoslowakei) ist ein ehemaliger tschechischer Eishockeyspieler, der im Verlauf seiner aktiven Karriere zwischen 2000 und 2017 unter anderem 810 Spiele für die San Jose Sharks, Ottawa Senators und Toronto Maple Leafs in der National Hockey League auf der Position des linken Flügelstürmers bestritten hat. Michálek nahm mit der tschechischen Nationalmannschaft an zwei Olympischen Winterspielen teil und gewann mehrfach Medaillen bei Weltmeisterschaften. Sein Bruder Zbyněk ist ebenfalls professioneller Eishockeyspieler.

## Karriere
Michálek debütierte im Alter von 16 Jahren in der Saison 2000/01 beim HC České Budějovice in der tschechischen Extraliga. Dort kam er zunächst nur zu fünf Einsätzen, gehörte aber ab der Spielzeit 2001/02 zum Stammkader. Seine 17 Punkte in 47 Partien bescherten ihm die Auszeichnung zum Rookie des Jahres. Nach einer Saison in Budějovice, die er jedoch nicht so positiv gestalten konnte, wurde im NHL Entry Draft 2003 in der ersten Runde an sechster Stelle von den San Jose Sharks ausgewählt.

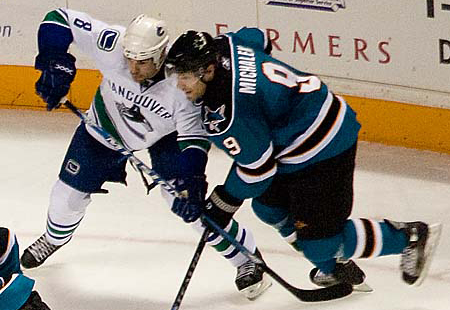
Michálek (rechts) im Duell mit Willie Mitchell

Gleich zu Beginn der Saison 2003/04 holten die Sharks den damals 18-jährigen in die NHL, da er als der erfahrenste Spieler seines Jahrgangs galt. Nach einem Tor in seinem ersten Spiel zog er sich in seinem zweiten Spiel einen Kreuzbandriss im rechten Knie zu und fiel bis Januar aus, ehe Michálek in sieben Spielen für das Sharks-Farmteam, die Cleveland Barons, wieder auf dem Eis stand. Am 22. Januar verletzte er sich jedoch erneut am Knie und musste die Saison vorzeitig beenden. Die darauffolgende Saison, die aufgrund des NHL-Lockouts ausfiel, nutzte Michálek um sich komplett von seiner schweren Knieverletzung zu genesen. Zur Saison 2005/06 kehrte der Tscheche nach San Jose zurück und erhielt am Ende des Jahres die teaminterne Auszeichnung zum Rookie of the Year. In der Saison 2006/07 entwickelte sich der tschechische Flügelstürmer zu einem der Führungsspieler im jüngsten Team der Liga und stellte, zumeist an der Seite von Joe Thornton und Jonathan Cheechoo, persönliche Bestmarken in sämtlichen Offensivkategorien auf.
Aufgrund seiner guten Leistungen wurde bereits im August 2007 sein im Sommer 2008 auslaufender Vertrag um sechs Jahre bei einem Gesamtverdienst von 26 Millionen US-Dollar verlängert. Nur Owen Nolan hatte in der Geschichte der San Jose Sharks zuvor einen ebenso langfristigen Vertrag erhalten. Michálek zahlte das Vertrauen des Managements mit konstant guten Leistungen zurück und war in der Saison 2007/08 teamintern zweitbester Stürmer hinter Joe Thornton. Eine ähnliche Punktausbeute verbuchte der Tscheche auch in der Spielzeit 2008/09. Aufgrund der Misserfolge des Teams in den Playoffs entschied sich das Management der Sharks im September 2009 jedoch, Michálek gemeinsam mit Jonathan Cheechoo und einem Zweitrunden-Draftpick gegen Dany Heatley von den Ottawa Senators sowie einen Fünftrunden-Pick einzutauschen.
Im Februar 2016 wurde Michálek im Rahmen eines größeren Tauschgeschäftes, welches insgesamt neun Akteure betraf, innerhalb der Liga zu den Toronto Maple Leafs transferiert. Dort war er bis zum Ende der Spielzeit 2016/17 aktiv, bevor sein auslaufender Vertrag nicht verlängert wurde. Anschließend beendete der Tscheche seine aktive Karriere.

### International
Michálek spielte bisher bei sieben Weltmeisterschaften, davon drei im Juniorenbereich, den Olympischen Winterspielen 2010 und 2014 sowie beim World Cup of Hockey 2016 für die tschechische Nationalmannschaft. Dabei gewann er für sein Heimatland jeweils die Bronzemedaille bei der U18-Junioren-Weltmeisterschaft 2002 sowie bei den Weltmeisterschaften 2011 und 2012.

## Erfolge und Auszeichnungen
| - 1999 Tschechischer U18-Junioren-Meister mit dem HC České Budějovice - 2000 Tschechischer U18-Junioren-Meister mit dem HC České Budějovice - 2002 Rookie des Jahres der Extraliga | - 2003 Meister der 1. Liga und Aufstieg in die Extraliga mit dem HC Kladno - 2012 Teilnahme am NHL All-Star Game |

### International
- 2002 Bronzemedaille bei der U18-Junioren-Weltmeisterschaft
- 2011 Bronzemedaille bei der Weltmeisterschaft
- 2012 Bronzemedaille bei der Weltmeisterschaft

## Karrierestatistik

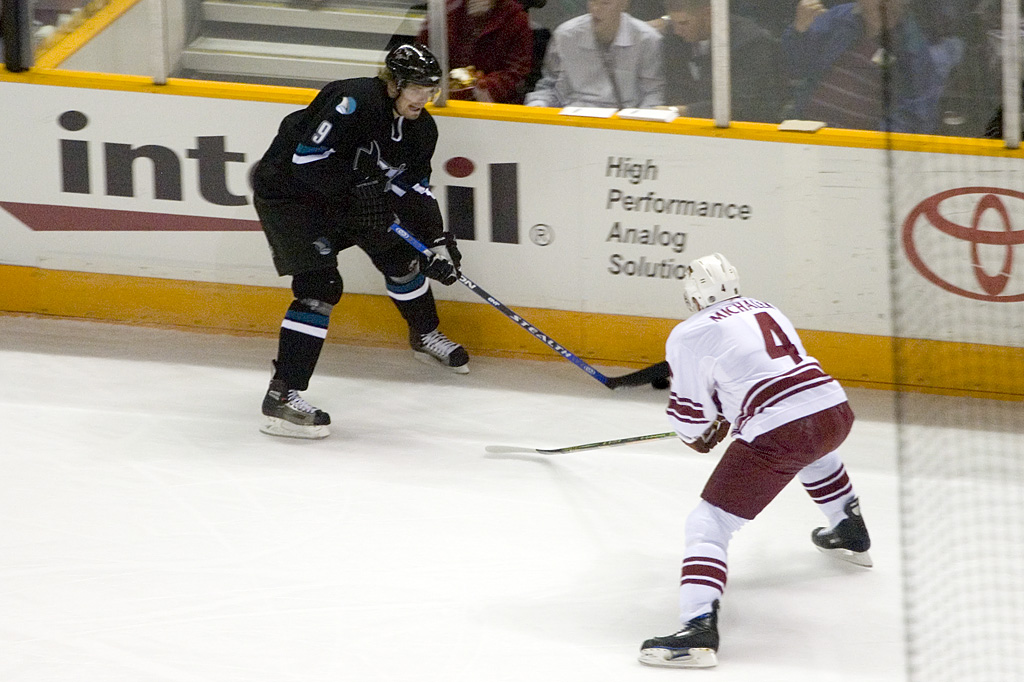
Milan Michálek (schwarzes Trikot) und sein Bruder Zbyněk

Stand: Ende der Saison 2016/17

### International
Vertrat Tschechien bei:
| - World U-17 Hockey Challenge 2000 - U18-Junioren-Weltmeisterschaft 2001 - U18-Junioren-Weltmeisterschaft 2002 - U20-Junioren-Weltmeisterschaft 2003 - Weltmeisterschaft 2003 - Weltmeisterschaft 2009 | - Olympischen Winterspielen 2010 - Weltmeisterschaft 2011 - Weltmeisterschaft 2012 - Olympischen Winterspielen 2014 - World Cup of Hockey 2016 |

(Legende zur Spielerstatistik: Sp oder GP = absolvierte Spiele; T oder G = erzielte Tore; V oder A = erzielte Assists; Pkt oder Pts = erzielte Scorerpunkte; SM oder PIM = erhaltene Strafminuten; +/− = Plus/Minus-Bilanz; PP = erzielte Überzahltore; SH = erzielte Unterzahltore; GW = erzielte Siegtore; 1 Play-downs/Relegation; Kursiv: Statistik nicht vollständig)